# Losing Sleep (John Newman)
Losing Sleep è un singolo del cantautore britannico John Newman, pubblicato il 13 dicembre 2013 come quarto estratto in Germania e come terzo estratto a livello europeo dal primo album in studio Tribute.

## Video musicale
Il videoclip mostra Newman camminare di notte in giro per le strade periferiche di Londra.